# هارلان هولدن
هارلان هولدن (بالإنجليزية: Harlan Holden)‏ هو لاعب كرة قاعدة أمريكي، ولد في 31 مارس 1888 في سينسيناتي في الولايات المتحدة، وتوفي في 7 يونيو 1962.

## وصلات خارجية
- هارلان هولدن على موقع أوليمبيديا (الإنجليزية)